# Soedan op de Olympische Zomerspelen 1972
Soedan nam deel aan de Olympische Zomerspelen 1972 in München, West-Duitsland. Ook tijdens deze derde deelname werd geen enkele medaille gewonnen.

## Deelnemers en resultaten per onderdeel

### Atletiek
Mannen, 800 meter
- Nimir Hussein Angelo Koko
  - Serie - 1:48.9
  - Halve finale - 1:51.1 (→ ging niet verder)

Mannen, 1.500 meter
- Dafallah Sultan Farah
  - Serie - 4:02.9 (→ ging niet verder)
- Ibrahim Saad Abdelgalil
- Hamdi Woreldin Mohamed
- Shag Mousa Medani
- Musa Mohame Gadou Moussa

Reserve:
- Mashinkok Izielia Alier
- Mohamed Mahagoub Said
- Taha Kamal Eldin Mohamed

### Boksen
- Kasamiro Kashri Marchlo
- Mirgaani Gomaa Rizgalla
- Saeid Mohamed Abaker
- Abdalla Salih Abdelwahb

Reserve:
- Ibrahim Abdalhamid Awad
- Mohame Hashim Ahmed
- Mustafa Awad Abbasher
- Obang Fitter Obang
- Okalo Tomsah Milwal

### Voetbal
- Soedan - Uitgeschakeld in Eerste ronde
- Eerste ronde Groep B : alle drie de wedstrijden gingen verloren
- Team - Morgan Abdelgadir Mohmed, Ahmed Abdo Mustafa, Musa Awad Nasr, Sanad Bushara Abdelnadief, Ahmed Bushra Wahba, Addelfadiel Elfadil Osman, Elnur Elnur Abdelgadir, Mohamed Elsir Abdalla, Suliman Gaafar Mohmed, Ali Hasabelrasoul Omer, Mohmed Izzeldin Adam, Ahmed Izzeldin Osman, Salim Mahmoud Said, Mohmed Mohmed Abdelfatah, Ahmed Mohmed Elbashir, Attaelmanan Mohsin, Hassan Nagmeldin, Gaksa Nasreldin Abas en Mohmed Sharafeldin Ahmed

### Gewichtheffen
- Wanni Samson Sabit

Reserve:
- Dein Farouk Ahmed
- Mostafa Mohamed Abdelwahab
- Ramadan Mohamed Elmansour

Afghanistan · Albanië · Algerije · Amerikaanse Maagdeneilanden · Argentinië · Australië · Bahama's · Barbados · België · Bermuda · Birma · Bolivia · Bondsrepubliek Duitsland · Brazilië · Brits-Honduras · Bulgarije · Canada · Ceylon · Chili · Colombia · Congo-Brazzaville · Costa Rica · Cuba · Dahomey · Denemarken · Dominicaanse Republiek · Duitse Democratische Republiek · Ecuador · Egypte · El Salvador · Ethiopië · Fiji · Filipijnen · Finland · Frankrijk · Gabon · Ghana · Griekenland · Groot-Brittannië · Guatemala · Guyana · Haïti · Hongarije · Hongkong · Ierland · IJsland · India · Indonesië · Iran · Israël · Italië · Ivoorkust · Jamaica · Japan · Joegoslavië · Kameroen · Kenia · Khmerrepubliek · Koeweit · Lesotho · Libanon · Liberia · Liechtenstein · Luxemburg · Madagaskar · Malawi · Maleisië · Mali · Malta · Marokko · Mexico · Monaco · Mongolië · Nederland · Nederlandse Antillen · Nepal · Nicaragua · Nieuw-Zeeland · Niger · Nigeria · Noord-Korea · Noorwegen · Oeganda · Oostenrijk · Opper-Volta · Pakistan · Panama · Paraguay · Peru · Polen · Portugal · Puerto Rico · Roemenië · San Marino · Saoedi-Arabië · Senegal · Singapore · Soedan · Somalië · Sovjet-Unie · Spanje · Suriname · Swaziland · Syrië · Taiwan · Tanzania · Thailand · Togo · Trinidad en Tobago · Tsjaad · Tsjecho-Slowakije · Tunesië · Turkije · Uruguay · Venezuela · Verenigde Staten · Vietnam · Zambia · Zuid-Korea · Zweden · Zwitserland